# Paul Vageler
Paul Wilhelm Eduard Vageler (* 30. Oktober 1882 in Maeken, Preußisch Holland; † 3. Dezember 1963 in São Paulo, Brasilien) war ein deutsch-brasilianischer Bodenkundler.

## Leben
Vageler, Sohn eines Domänenpächters, studierte seit 1900 Geologie, Bodenkunde, Agrikulturchemie und Biologie an der Universität Königsberg und promovierte dort 1904 mit der Dissertation Über den Einfluss der Vegetationsperiode und der Düngung auf die chemischen Bestandteile der Kartoffelknollen. Anschließend arbeitete er an verschiedenen bodenkundlichen Instituten in Deutschland. 1909 trat er in den Dienst des Reichskolonialamtes, wo er bis zum Beginn des Ersten Weltkrieges als Wirtschaftsreferent in Deutsch-Ostafrika tätig war. 1910 habilitierte er sich in Königsberg für Agrikulturchemie und Bakteriologie. Im August 1914 stellte er sich bis März 1915 freiwillig den deutschen Kolonialtruppen in Südwest-Afrika zur Verfügung.
Über seine Reisen durch den afrikanischen Kontinent verfasste Vageler ein populäres Buch mit dem Titel Afrikanisches Mosaik. Darin bemüht er seine Rolle als polyglotter „Kara Ben Nemsi“ und legt sein Bekenntnis zu Nationalsozialismus und kaum verhohlenem Rassismus ab. Am 1. November 1931 trat er in die NSDAP ein.
Nach 1920 unternahm Vageler von Deutschland aus mehrere bodenkundliche Forschungsreisen in tropische Länder und trug ein umfangreiches Beobachtungs- und Datenmaterial zusammen. Von 1924 bis 1928 wirkte er auf Java als Direktor eines Agro-geologischen Labors. 1930 veröffentlichte er ein Lehrbuch über tropische und subtropische Bodenkunde und 1932 ein umfassendes Werk über den Kationen- und Wasserhaushalt des Mineralbodens. 1932 ging er im Auftrag der deutschen Reichsregierung nach Brasilien, prüfte dort in klimatisch unterschiedlichen Regionen die Möglichkeiten einer Besiedlung und baute einen bodenkundlichen Untersuchungsdienst auf. 1934 wurde er an der Landwirtschaftshochschule in Rio de Janeiro Professor. 1939 kehrte er nach Deutschland zurück. Von 1940 bis 1945 war er Professor und Direktor des Instituts für Koloniale Bodenkunde und Kulturtechnik an der Universität Hamburg. Vageler leitete 1943 mit Franz Heske die Abteilung Forstwirtschaft und Bodenkunde am Deutschen Institut im besetzten Paris.
Seit 1948 arbeitete Vageler wieder in Brasilien, zuletzt als bodenkundlicher Chef-Berater der Sociedade Rural Brasileira in São Paulo. Durch sein engagiertes Wirken hat er die bodenkundliche Forschung und die Ausbildung von Bodenkundlern in Brasilien entscheidend gefördert. Bis ins hohe Alter publizierte er wissenschaftliche und praxisorientierte Beiträge zur Bodenforschung. Sein letztes Werk ist ein gemeinsam mit Kurt Renz 1957 erschienenes Buch über die Geschichte, Gegenwart und Zukunft Brasiliens.

## Schriften
- Bodenkunde. Berlin 1909, 2. Auflage Berlin 1921 = Sammlung Göschen Bd. 455.
- Über die Düngungsfrage in den Deutschen Kolonien. Berlin 1911 = W. Süssrott´s Koloniale Abhandlungen H. 36/37.
- Grundriß der tropischen und subtropischen Bodenkunde für Pflanzer und Studierende. Berlin 1930, 2. verm. Aufl. ebd. 1938.
- Der Kationen- und Wasserhaushalt des Mineralbodens vom Standpunkt der physikalischen Chemie und seine Bedeutung für die land- und forstwirtschaftliche Praxis. Berlin 1932.
- Die Untersuchung tropischer Böden und ihre Auswertung für die Praxis. Berlin 1942.
- Brasilien. Gigant der Zukunft. Streiflichter und Eindrücke aus Vergangenheit und Gegenwart (gemeinsam mit Kurt Renz). Gotha 1957.
- Afrikanisches Mosaik, Verlag Paul Parey Berlin 1941.